# Herzogenriedpark

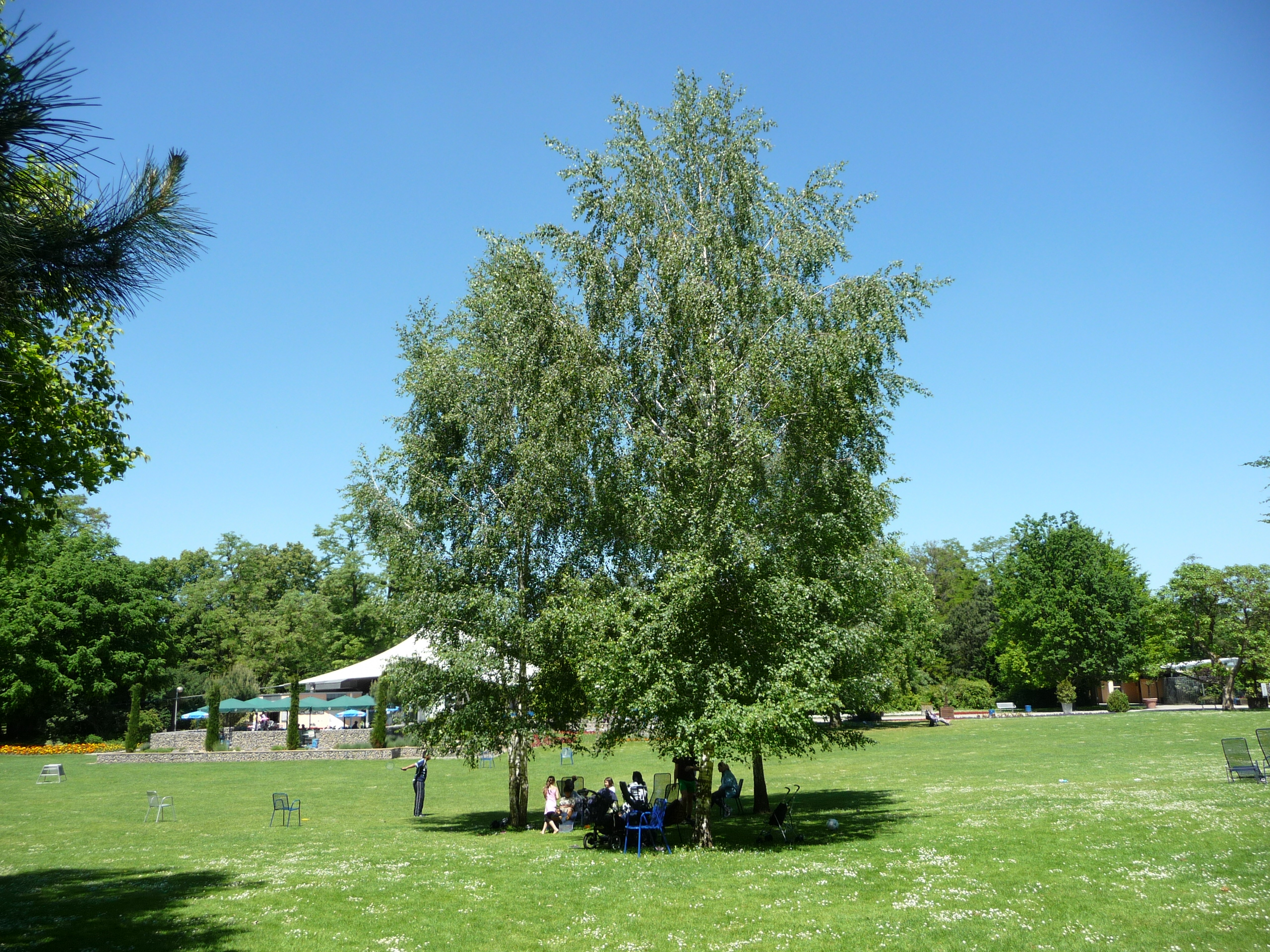
Herzogenriedpark

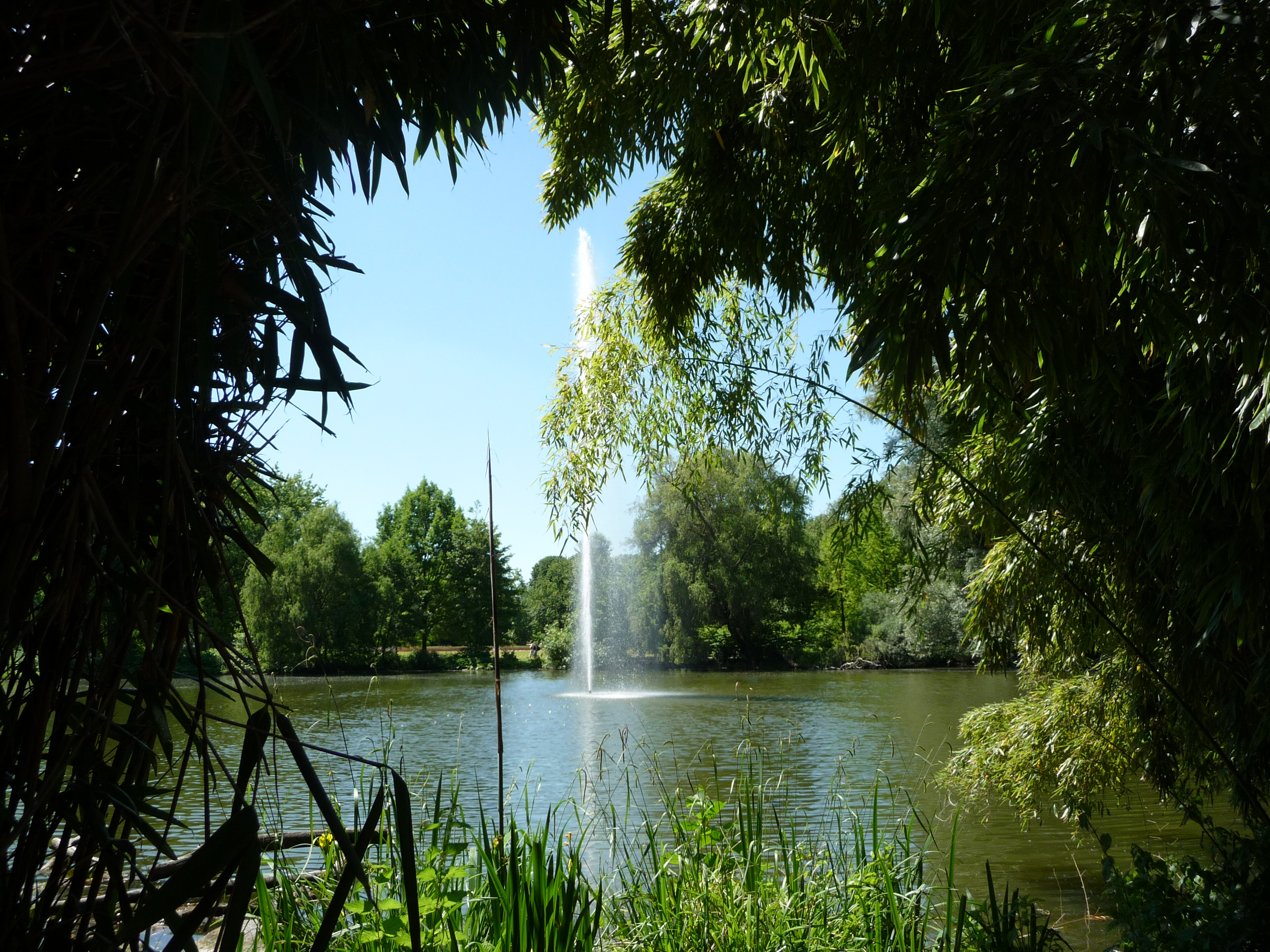
Parksee mit Fontäne

Der Herzogenriedpark ist eine öffentliche Parkanlage im Mannheimer Stadtteil Neckarstadt-Ost, südlich der Herzogenried-Siedlung. Zusammen mit dem Luisenpark war er Teil der Bundesgartenschau 1975.

## Geschichte
Das Gelände des Herzogenriedparks wurde bereits in einem Zinsbuch des Jahres 1396 urkundlich als Grundstück des Pfalzgrafen im Mannheimer Ried erwähnt. Im Jahr 1923 wurde das Grundstück von der Stadt Mannheim gekauft, ab 1928 schrittweise ausgebaut und im Jahr 1934 als Park eröffnet. Auf dem Gelände befanden sich eine große Fest- und Spielwiese sowie Schulsportplätze. Damals wurde auch die Kastanienallee angelegt, die heute noch den Park prägt.
Der Park war 1975 Teil des Bundesgartenschaugeländes. Zwischen dem Herzogenriedpark und dem Luisenpark pendelte die Hängebahn Aerobus.

## Park
Der Herzogenriedpark hat heute eine Fläche von 22 Hektar. Besondere Anziehungspunkte sind das Tiergehege, das Rosarium mit 100.000 Rosen, das Kneippbecken, der Parksee, der bäuerliche Mustergarten und die Multihalle. In der Freizeitanlage gibt es einen Sportplatz und Gelegenheiten zum Schach-, Tischtennis- und Boule-Spielen. Für Kinder werden ein Wasserspielplatz, eine Spritzpistolenanlage, ein Seilzirkus, ein Streichelzoo und ein Höhlenlabyrinth angeboten.

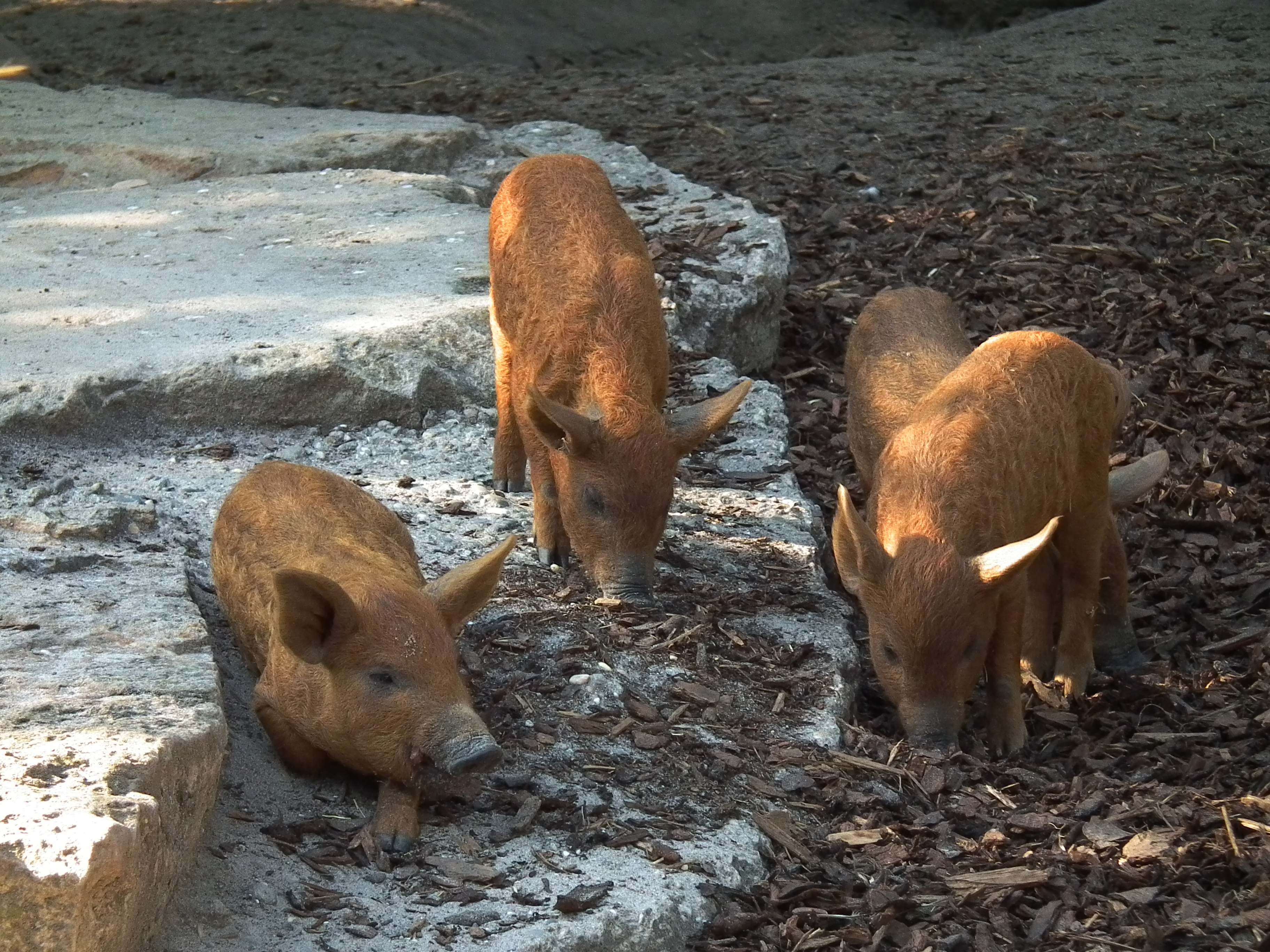
Wollschweine im Tiergehege
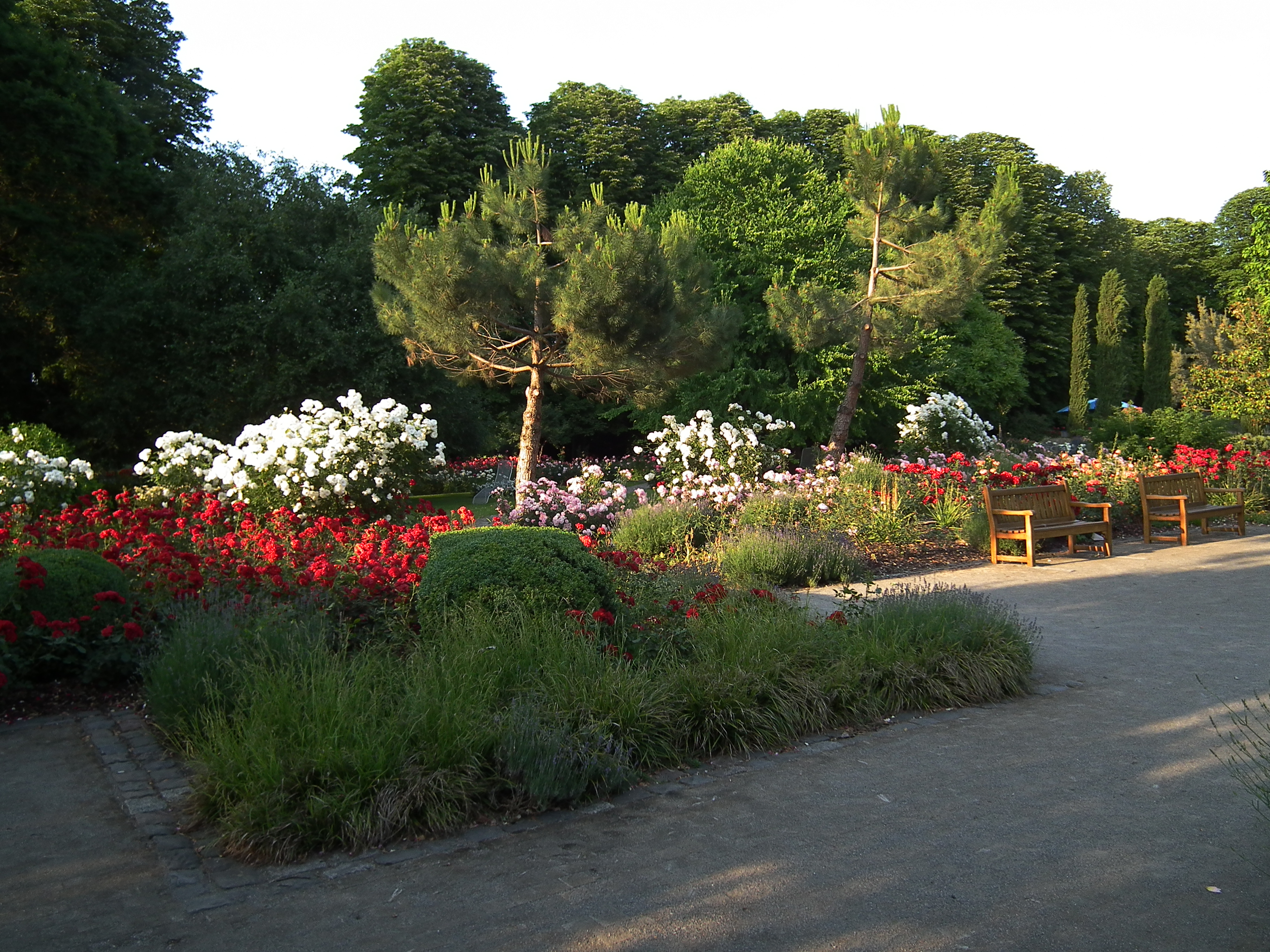
Rosarium
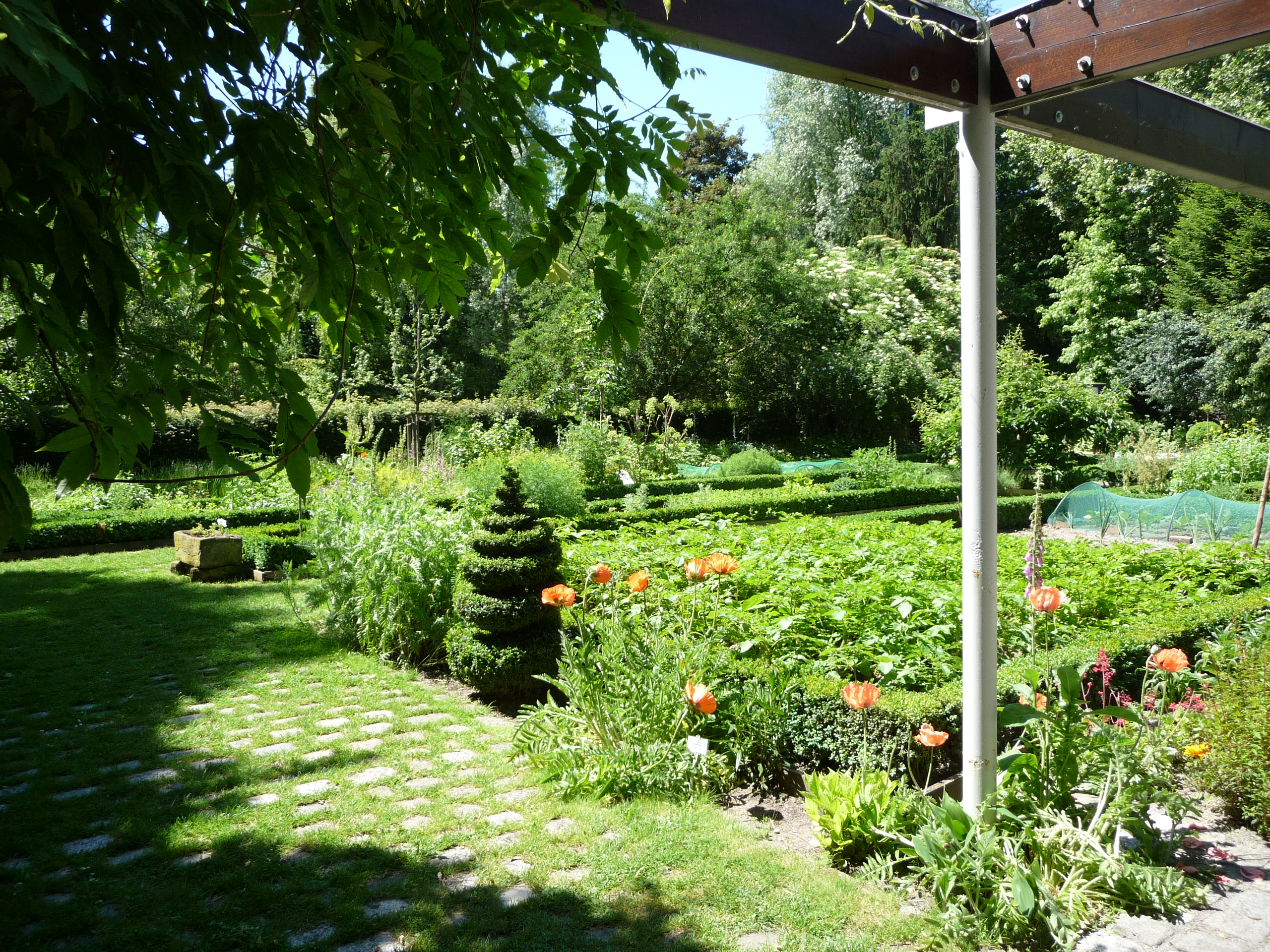
Bauerngarten
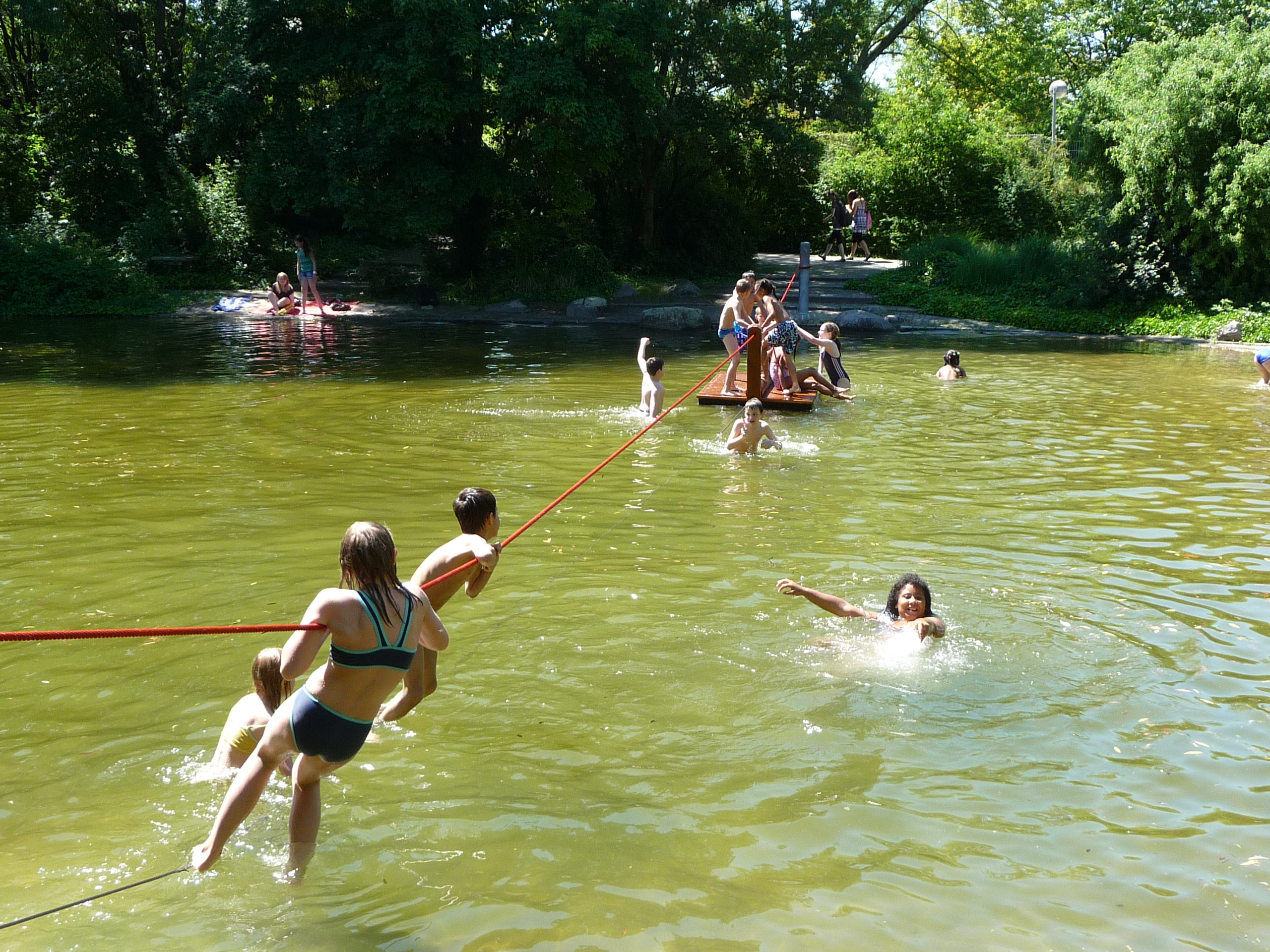
Wasserspielplatz

## Multihalle

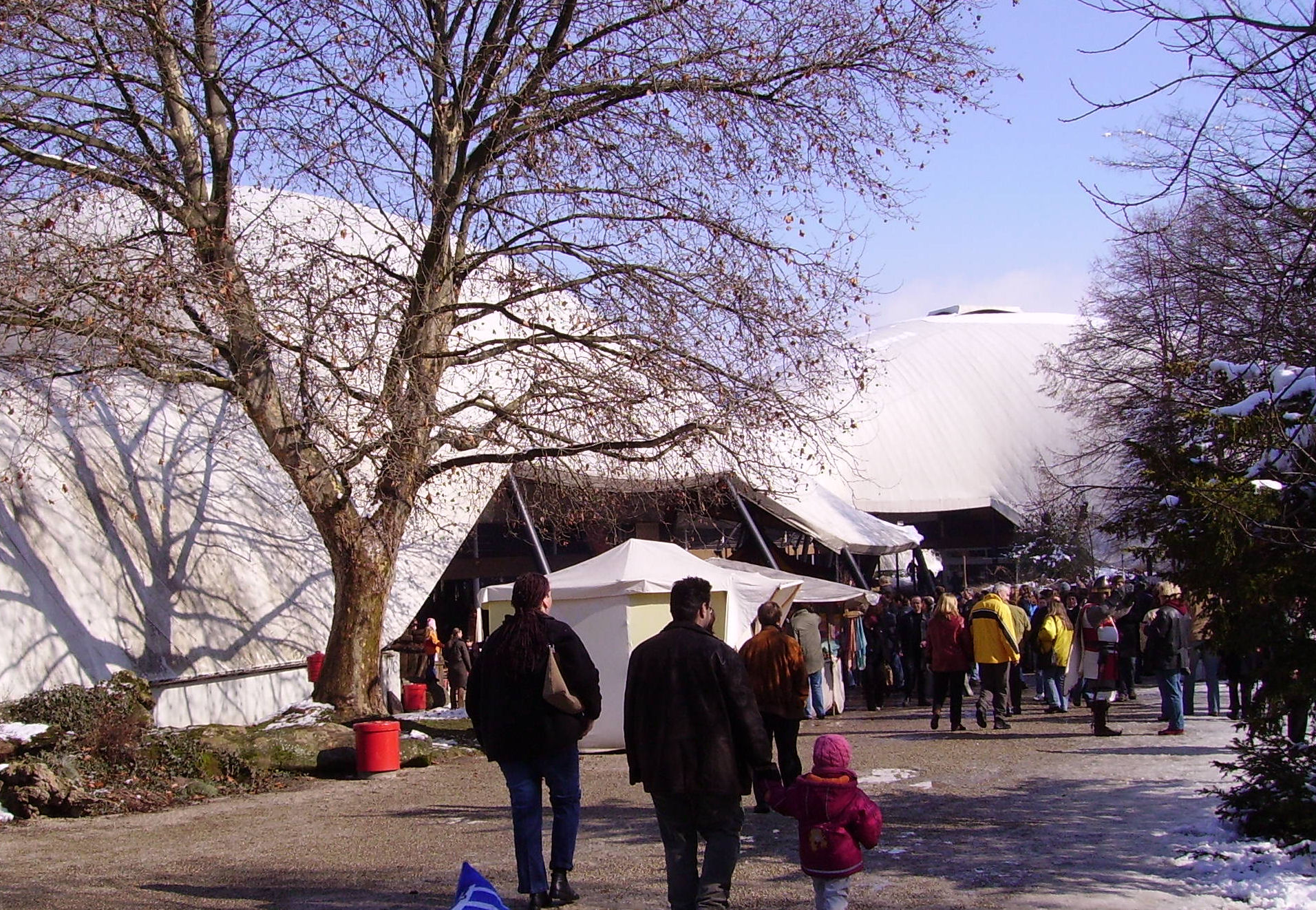
Multihalle

Zur Bundesgartenschau im Jahr 1975 wurde im Herzogenriedpark die sogenannte Multihalle errichtet, eine Halle mit einem mehrfach gekrümmten Gitter aus Holzleisten, das die Architekten Carlfried Mutschler, Joachim Langner und Frei Otto entworfen hatten. Die Halle ist bis heute die größte Holzgitterschalenkonstruktion der Welt.